# Lørdagshjørnet
Lørdagshjørnet' var en populær tv-udsendelse på DR, der blev sendt i årene 1976 - 1985, hvor en lang række kendte gæster blev interviewet.
I årene 1976 og 1977 var værterne enten Henrik Wolsgaard-Iversen eller Jørgen Ifversen. Fra 1978 var Erling Bundgaard i stadig stigende grad vært. I en enkelt udsendelse i 1979 var Kurt Møller Madsen vært i programmet.
Det var karakteristisk for programmet, at man sad i en hjørnesofa i et studie med inviteret publikum. Der blev typisk serveret te fra en stor tepotte, men der var også gæster, der fik "specialforplejning".
23. December 1978 blev der lavet en særlig juleudgave af programmet, som blev kaldt “Julehjørnet” med Otto Leisner som vært og med Lise Nørgaard og hendes gæster skuespilleren Helle Virkner, pianisten Amalie Malling, violinisten Henrik Sachsenskjold samt sangeren Freddy Fræk.

## Oversigt over de enkelte afsnit
| 1976 | Gæst i udsendelsen                                                             | Vært                     | Original sendedato |
| ---- | ------------------------------------------------------------------------------ | ------------------------ | ------------------ |
| 1    | Poul Reichhardt                                                                | Jørgen Ifversen          | 16. oktober 1976   |
| 2    | Liv Ullmann                                                                    | Jørgen Ifversen          | 13. november 1976  |
| 3    | Gasolin bestående af Kim Larsen, Franz Beckerlee, Wili Jønsson og Søren Berlev | Henrik Wolsgaard-Iversen | 11. december 1976  |
| 1977 | Gæst i udsendelsen                                                             | Vært                     | Original sendedato |
| 4    | Bodil Udsen                                                                    | Henrik Wolsgaard-Iversen | 15. januar 1977    |
| 5    | Jørgen Ryg                                                                     | Jørgen Ifversen          | 12. februar 1977   |
| 6    | Dirch Passer                                                                   | Jørgen Ifversen          | 12. marts 1977     |
| 7    | John Price                                                                     | Jørgen Ifversen          | 15. oktober 1977   |
| 8    | Danny Kaye                                                                     | Jørgen Ifversen          | 19. november 1977  |
| 9    | Marty Feldman                                                                  | Henrik Wolsgaard-Iversen | 10. december 1977  |
| 1978 | Gæst i udsendelsen                                                             | Vært                     | Original sendedato |
| 10   | Jytte Abildstrøm                                                               | Henrik Wolsgaard-Iversen | 21. januar 1978    |
| 11   | Gene Wilder                                                                    | Erling Bundgaard         | 11. februar 1978   |
| 12   | Ebbe Rode                                                                      | Henrik Wolsgaard-Iversen | 4. marts 1978      |
| 13   | Ulf Pilgaard og Claus Ryskjær                                                  | Henrik Wolsgaard-Iversen | 8. april 1978      |
| 14   | Mel Brooks                                                                     | Henrik Wolsgaard-Iversen | 2. september 1978  |
| 15   | Victor Borge                                                                   | Henrik Wolsgaard-Iversen | 9. september 1978  |
| 16   | Vivi Flindt og Flemming Flindt                                                 | Erling Bundgaard         | 4. november 1978   |
| 17   | Lily Broberg                                                                   | Erling Bundgaard         | 9. december 1978   |
| 1979 | Gæst i udsendelsen                                                             | Vært                     | Original sendedato |
| 18   | Sejr Volmer-Sørensen                                                           | Erling Bundgaard         | 10. februar 1979   |
| 19   | Preben Neergaard                                                               | Henrik Wolsgaard-Iversen | 3. marts 1979      |
| 20   | Gunnar "Nu" Hansen                                                             | Erling Bundgaard         | 4. marts 1979      |
| 21   | Birgitte Price                                                                 | Henrik Wolsgaard-Iversen | 29. september 1979 |
| 22   | Olaf Ussing                                                                    | Erling Bundgaard         | 20. oktober 1979   |
| 23   | Eddie Skoller                                                                  | Erling Bundgaard         | 17. november 1979  |
| 24   | Dan Turéll                                                                     | Kurt Møller Madsen       | 1. december 1979   |
| 1983 | Gæst i udsendelsen                                                             | Vært                     | Original sendedato |
| 25   | Bjørn Puggaard-Müller                                                          | Erling Bundgaard         | 15. januar 1983    |
| 26   | Jørgen Hansen (bokser)                                                         | Erling Bundgaard         | 29. januar 1983    |
| 27   | Otto Leisner                                                                   | Erling Bundgaard         | 26. februar 1983   |
| 28   | Lisbeth Dahl                                                                   | Erling Bundgaard         | 15. oktober 1983   |
| 1984 | Gæst i udsendelsen                                                             | Vært                     | Original sendedato |
| 29   | Susse Wold                                                                     | Erling Bundgaard         | 10. marts 1984     |
| 30   | Jesper Klein                                                                   | Erling Bundgaard         | 24. marts 1984     |
| 31   | Erik Paaske                                                                    | Erling Bundgaard         | 7. april 1984      |
| 1985 | Gæst i udsendelsen                                                             | Vært                     | Original sendedato |
| 32   | Grethe Sønck                                                                   | Erling Bundgaard         | 11. maj 1985       |
| 33   | Morten Olsen                                                                   | Erling Bundgaard         | 1. juni 1985       |
| 34   | Kim Larsen                                                                     | Erling Bundgaard         | 8. juni 1985       |